# Андерссон, Юнна
Юнна Андерссон (швед. Jonna Andersson; род. 2 января 1993, Хёгбю, Эстергётланд) — шведская футболистка, защитница клуба «Линчёпинг» и сборной Швеции.

## Клубная карьера
В составе клуба «Линчёпинг» Юнна выступала с 2009 по 2017 годы, дебютировав в возрасте 16 лет. Она провела два матча в дебютном сезоне за клуб в чемпионате Швеции и выиграв титул чемпионки Швеции. Начиная с сезона 2013 года, она стала ключевым игроком основного состава клуба (прежде она выходила чаще на замену)
В ноябре 2024 года она подписала трехлетний контракт с «Линчёпинг», вернувшись в клуб, где она начала свою профессиональную карьеру.

## Карьера в сборной
В составе сборной Швеции не старше 19 лет Юнна играла на чемпионате Европы 2012 года в Турции и стала чемпионкой: в финале против сборной Испании после 90 минут счёт не был открыт, но в овертайме гол Малин Диаз принёс скандинавской сборной победу.
20 января 2016 года Юнна Андерссон дебютировала в матче за сборную Швеции против сборной Шотландии на позиции левого защитника: Пия Сундхаге вызвала Юнну вместо Аманды Илестедт, получившей травму спины. Матч завершился победой шведок 6:0 на стадионе «Приоритет Сернеке». Андерсон сыграла на квалификационном турнире за место на Олимпиаде в Рио-де-Жанейро. На Олимпиаде она провела всего один матч против сборной Бразилии, завершившийся поражением шведок со счётом 1:5, однако сборная Швеции дошла до финала, где уступила Германии и стала серебряным призёром летних Олимпийских игр 2016 года.
На мировом первенстве 2019 года, который проходил в июне во Франции, Юнна в третьем матче сборной Швеции против США срезала мяч в собственные ворота, в итоге Швеция уступила (0:2).

## Достижения

### Командные
«Линчёпинг»
- Чемпионка Швеции: 2009, 2016, 2017
- Обладательница Кубка Швеции: 2013/14, 2014/15
- Обладательница Суперкубка Швеции: 2010

«Челси»
- Чемпионка Англии: 2017/18, 2019/20, 2020/21, 2021/22
- Обладательница Кубка Англии: 2017/18, 2020/21, 2021/22
- Обладательница Кубка лиги Англии: 2019/20, 2020/21
- Обладательница Суперкубка Англии: 2020
- Финалистка женской Лиги чемпионов УЕФА: 2020/21

«Хаммарбю»
- Чемпионка Швеции: 2023
- Обладательница Кубка Швеции: 2022/23

Сборная Швеции
- Серебряный призёрка летних Олимпийских игр: 2016, 2020
- Бронзовый призёрка чемпионата мира: 2019, 2023

### Личные
- Лучшая футболистка 2009 года по версии футбольного союза Эстерготланда